# Archibald Primrose
Archibald Philip Primrose, quinto conde de Rosebery, KG y PC (7 de mayo de 1847-21 de mayo de 1929), fue un político británico, perteneciente al Partido Liberal del Reino Unido, primer ministro durante el periodo 1894-1895. También fue conocido como Archibald Primrose (1847-1851) y como Lord Dalmeny (1851-1868). Rosebery fue un liberal imperialista, por lo que favoreció una fuerte defensa nacional e imperialismo en el extranjero, y reformas sociales en el interior, aun siendo un firme opositor al socialismo.

## Juventud

### 1847-1860
Rosebery nació en la casa familiar en Charles Street, Londres, en 1847. Al nacer fue llamado Archibald Philip Primrose. Su padre era Lord Dalmeny, futuro Conde de Rosebery. Lord Dalmeny fue miembro del parlamento por Stirling desde 1832 hasta 1847 y sirvió como Primer Lord del Almirantazgo bajo el gobierno de Lord Melbourne. La madre de Rosebery era Catherine Powlett, hija de el Conde Stanhope. El padre de Rosebery muere en 1851 y desde entonces Primrose sería conocido como Lord Dalmeny. En 1854 su madre se casó en segundas nupcias con el duque de Cleveland. Dalmeny se relacionaba muy poco con su madre, a la que vio en contadas ocasiones a lo largo de su infancia.

### Eton
Dalmeny estudió en Eton entre 1860 y 1865. Allí participó en varios debates y atrajo la atención de William Johnson Cory, no precisamente gracias a su inteligencia, sino de forma física. Sin embargo, Dalmeny rechazaría a esta persona.

### Oxford
Dalmeny estudió en Oxford, en el colegio Christ Church, durante el periodo 1865-1869; hay que decir que los tres primeros ministros del período entre 1880 y 1902 - Gladstone, Robert Gascoyne-Cecil y Rosebery fueron tanto a Eton como a Christ Church. Figura prominente del turf durante 40 años, Dalmeny compró un caballo, llamado Ladas, en 1869, aunque existía una norma que impedía a los universitarios poder tener caballos en propiedad: cuando lo descubrieron le dieron a elegir, o bien el caballo o bien los estudios, escogiendo esto último.
Cuando murió su abuelo en 1868, se convirtió en Conde de Rosebery. Esto no le daba derecho a sentarse en la Cámara de los Lores, como el título es parte de la vieja nobleza de Escocia, cuyos 16 pares o representantes eran escogidos para tener un escaño en la Cámara Alta para cada período de sesiones del Parlamente. No obstante, en 1828, el abuelo de Rosebery creó el título de primer Barón de Rosebery en la nobleza del Reino Unido, lo cual daría derecho a Rosebery a tener un escaño en igualdad con los restantes nobles.
Rosebery viajó por los Estados Unidos en 1873, 1874 y 1876; fue presionado a casarse con Mary Fox, que era hija ilegítima del Barón Holland y de una doncella, siendo adoptada por la Baronesa Holland, hija del Conde de Conventry. Sin embargo Mary, que sólo contaba con 16 años, lo rechazó y se casaría más tarde con un príncipe de Liechtenstein.
Rosebery es conocido por haber dicho que tenía tres propósitos en la vida: ganar el the Derby, casarse con una rica heredera y convertirse en primer ministro; consiguió alcanzar todos ellos.

## Primeros años en política
Benjamin Disraeli coincidió a menudo con Rosebery en la década de 1870, tratando de reclutarlo para su partido, pero esto demostró ser infructuoso. El gran rival de Disraeli, William Ewart Gladstone, también persiguió a Rosebery, con notable éxito; como parte del plan liberal para aupar a Gladstone como parlamentario por la circunscripción de Midlothian, Rosebery patrocinó y participó en la campaña de Midlothian de 1879, y lo hizo sobre la base de lo que había observado en las elecciones norteamericanas: Gladstone habló desde trenes descubiertos, obteniendo un apoyo masivo.
Rosebery serviría en 1886 como Secretario de Exteriores en el breve tercer mandato de Gladstone, ayudándolo en su segundo proyecto de Home Rule para Irlanda en la Cámara de los Lores (el primero había sido tumbado en la Cámara de los Comunes, en 1886): sin embargo fue derrotado de forma abrumadora en el otoño de 1983. Sirvió como el primer presidente del Ayuntamiento de Londres, establecido por los conservadores en 1889; en su segundo período como Secretario de Exteriores estuvo dominado predominantemente por disputas con Francia sobre Uganda; citando a su héroe Napoleón, Rosebery consideraba que "el dueño de Egipto es el dueño de la India", siguiendo de este modo la política de expansión por África.

## Primer ministro
Rosebery se convertiría en líder de la facción imperialista del Partido Liberal y, al retiro de Gladstone en 1894, lo sucedió como primer ministro para disgusto de Sir William Harcourt, Canciller del Exchequer y líder del ala izquierdista. La elección de Rosebery fue en gran parte debido al disgusto que tenía la Reina Victoria sobre los demás líderes liberales.
Su mandato fue en gran parte desafortunado: su línea en política internacional, como la expansión de la flota, sería rechazada por desacuerdos dentro de los liberales; mientras los unionistas dominaban la Cámara de los Lores y paraban la legislación doméstica. La figura más fuerte del gabinete era el rival de Rosebery, Harcourt, el cual junto a su hijo Lewis era un gran crítico de las políticas de éste.
De acuerdo con su biógrafo Robert Rhodes James, Rosebery perdió rápidamente el interés en mantener el gobierno; el último año de su mandato, se volvió demacrado, sufriendo insomnio debido a las continuas disensiones en su gabinete (en el cual estarían dos futuros primeros ministros, como serían el Secretario de Interior Herbert Asquith y el Secretario de Estado de Guerra Henry Campbell-Bannerman).
El 21 de junio de 1895 el Gobierno perdió una votación en la comisión de armamento por solo siete votos: mientras que podría entenderse que se trataba de un voto de censura al Secretario de Guerra Campbell-Bannerma, Rosebery decidió tratarlo como si fuese un voto de censura el gobierno en pleno; así, el 22 de junio él y sus ministro presentaron su dimisiones a la Reina, la cual invitaría al líder unionista Lord Salisbury a formar gobierno. Al mes siguiente los unionistas lograrían una aplastante victoria en las generales y permanecerían una década en el poder (1895-1905) bajo los mandatos de Salisbury y Arthur Balfour.

## Vida posterior
Renunciando como líder del Partido Liberal el 6 de octubre de 1896, siendo sustituido por Harcourt y progresivamente se iría alejando de la línea dominante en el partido; estaba en contra del Home Rule para Irlanda y a favor de la guerra contra los Bóeres, posición que le impediría participar en el gobierno liberal de 1905, dedicándose a la escritura de biografías de Lord Chatham, Pitt el Joven, Napoleón y Lord Randolph Churchill (una de sus mayores pasiones era el coleccionar libros).
Los últimos años de su vida política vieron a Rosebery convertirse en un crítico de los gobiernos liberales de Campbell-Bannerman y Asquith: su cruzada "por la libertad contra la burocracia, por la libertad contra la tiranía democrática, por la libertad contra la legislación de clase y por la libertad contra el socialismo" era en solitario, llevada a cabo desde los bancos de los Lores. Se unió a los nobles unionistas más conservadores en sus ataques contra la política redistributiva de Lloyd George de 1909, pero al final no voto en contra de la medida por miedo a recibir castigo de los Lores: esta crisis provocada por el rechazo de los Lores lo animó a reintroducir sus soluciones para la reforma de los Lores, pero éstas se perdieron con la disolución del parlamento en diciembro de 1910. Tras asaltar las "temerarias, revolucionarias y partidistas" condiciones de Proyecto de Ley del Parlamento de 1911, que proponía poner freno al poder de veto de los Lores, terminaría votando con el gobierno en la que sería su última aparición en la cámara alta; efectivamente, esto sería el final de su vida pública, aunque realizaría varias apariciones públicas para apoyar el esfuerzo bélico tras 1914 y patrocinó un batallón en 1915 y aunque Lloyd George le ofreció en 1916 un puesto que no implicase labor ministerial dentro de su coalición, Rosebery lo rechazó.
Los últimos años de la guerra se nublaron con dos tragedias personales: la muerte en noviembre de 1917 de su hijo Neil en Palestina y el derrame que sufrió el propio Rosebery días antes del armisticio. Recuperaría sus facultades mentales pero su movilidad, oído y vista permanecerían dañados durante el resto de su vida. Su hermana Constance describiría sus últimos años como "una vida de hastío, de total inactividad, y casi ceguera al final". Rosebery moriría en The Durdans, Epson, Surrey el 21 de mayo de 1929, con la compañía de la emisión por gramófono (que había solicitado personalmente) de una grabación de la canción de paseo en barco de Eton. Sobrevivió a tres de sus cuatro hijos, siendo enterrado en la pequeña iglesia en Dalmeny.
Cuando murió en 1929 su fortuna se estimaba en algo más de un millón y medio de libras (casi 63 millones al cambio actual), siendo de este modo el primer ministro más rico, seguido por Salisbury y por Lord Palmerston.

## Familia

### Matrimonio
En 1878 se casó con Hannah, hija única del banquero judío Baron Mayer de Rothschild, siendo la soltera más codiciada de su tiempo; su padre murió en 1874 dejándole la mayor parte de sus propiedades. Se casaron en el Board of Guardians en Mount Street, Londres, el 20 de marzo de 1878 contando 31 y 27 años, respectivamente. Rosebery dijo de su esposa que Hannah era "muy sencilla, muy natural, muy inteligente, muy tierna de corazón y muy tímida... nunca había conocido un carácter semejante". Ella moriría en 1890 de fiebre tifoidea agravada por la enfermedad de Bright, dejándolo destrozado.
Se especuló que había intentado casarse con la enviudada Princesa Helena, Duquesa de Albany, que había estado casada con el cuarto hijo de la Reina Victoria, el Príncipe Leopoldo; y también se especuló que era bisexual, al igual que Oscar Wilde, y siendo acosado por John Douglas, noveno Marqués de Queensberry por su relación con uno de sus hijos, Francis Douglas, que era también su secretario privado.

### Hijos
De su matrimonio con Hannah Rothschild tuvieron 4 hijos:
- Sybil Mira Caroline (1879-1955)
- Margaret Etrenne Hannah, también conocida como Peggy (1881-1967)
- Harry Primrose, sexto conde de Rosebery (enero de 1882-1974)
- Neil James Archibald Primrose (diciembre de 1882-1917)

## Deportista profesional

### Dueño de caballos de carreras
Como resultado de su matrimonio con Hannah de Rothschild Rosebery adquirió una serie de establos construidos por Mayer Amschel de Rothschild, construyendo uno nuevo llamado Crafton Stud; los caballos poseídos por Rosebery ganaron al menos una de las cinco grandes carreras inglesas: entre otros los más famosos fueron Ladas, que ganó el Derby de Epsom en 1894, Sir Visto que lo haría en 1895 y Cicerón en 1905.

### Fútbol
Rosebery también desarrolló un interés en la asociación futbolística y fue uno de los primeros patrocinadores del deporte en Escocia: en 1892 donaría un trofeo, la Copa Rosebery de la Caridad, para ser disputada solo por clubs bajo la competencia de la Federación Escocesa del Este, durando dicha competición durante 60 años y elevadas cantidades para caridad en el área de Edimburgo.
También Rosebery fue elegido presidente honorario de la Asociación nacional de Fútbol Escocesa, y en varias ocasiones (hasta 9 durante la vida de Rosebery) se abandonó la tradicional indumentaria azul marino por sus tradicionales colores de jinete, amarillo pálido y rosa: en particular, durante el partido contra Inglaterra de la Copa Británica de 1900, que los escoceses ganarían 4 a 1.